# Panamaische Volleyballnationalmannschaft der Männer
Die panamaische Volleyballnationalmannschaft der Männer ist eine Auswahl der besten panamaischen Spieler, die den Verband  bei internationalen Turnieren und Länderspielen repräsentiert.

## Geschichte

### Weltmeisterschaft
Bei der bislang einzigen Teilnahme an einer Volleyball-Weltmeisterschaft belegte Panama 1974 den letzten von 24 Plätzen.

### Olympische Spiele
Panama konnte sich noch nie für Olympische Spiele qualifizieren.

### NORCECA-Meisterschaft
Bei den ersten NORCECA-Meisterschaft belegten die Panamaer 1969 den siebten Rang. Das gleiche Ergebnis gab es 1985 und 1987. Beim Turnier 2003 steigerten sich die Panamaer auf den sechsten Platz. Zwei Jahre später waren sie erneut Siebter.

### World Cup
Panama hat noch nie im World Cup mitgespielt.

### Weltliga
Auch die Volleyball-Weltliga fand bisher ohne panamaische Beteiligung statt.